# Regattastraße
Die Regattastraße ist eine fast drei Kilometer lange ausschließlich im Berliner Ortsteil Berlin-Grünau liegende Straße. Der Verkehrsweg, parallel zum Ufer der Dahme verlaufend, bestand bis zur namentlichen Zusammenfassung aus der Cöpenicker Straße, der Friedrichstraße und einem Teil der Straße Am Langen See, die bereits im 19. Jahrhundert angelegt worden waren. Die zahlreichen hier ab zirka 1860 entstandenen Klub- und Bootshäuser von Wassersportvereinen sorgten für einen hohen Bekanntheitsgrad dieser Straße weit über Grünau hinaus. Die meisten Bauten sind zwar erhalten und unter Denkmalschutz gestellt, ihr Zustand ist jedoch teilweise besorgniserregend.

## Lagebeschreibung
Die nördliche Fortsetzung der Regattastraße ab der Grünauer Brücke über den Teltowkanal ist die Grünauer Straße im Ortsteil Berlin-Köpenick, südlich setzt sie sich hinter der Krummen Lake als Sportpromenade fort. Die Hausnummern folgen seit der Zusammenführung vorher einzelner Straßenabschnitte der Berliner oder Zickzackzählung von Nord nach Süd und reichen von 6 bis 283; links gerade, rechts ungerade.

## Geschichte des Nordbereichs: Cöpenicker Straße
Die Cöpenicker Straße, bezeichnet nach ihrer Richtung von Grünau nach Cöpenick, begann an der damaligen Wilhelmstraße (seit 1938 Wassersportallee) mit der Nummer 1 und lief in Hufeisennummerierung bis Nummer 129. Ihren Wendepunkt hatte sie an der „Gemarkung Köpenick“, der späteren Brücke über den Teltowkanal (Nummer 63/64).
Das Grünauer Gemeindehaus hatte die Adresse Cöpenicker Straße 61.
1889 entstand zur energetischen Versorgung der Grünauer Einwohner auf dem Grundstück Nummer 80 das Gaswerk Grünau der Gasbetreiber-Gesellschaft A.G. Mit der Fertigstellung des Teltowkanals im Jahr 1906 kamen die Teltowkanalmeisterei (Nummer 75/77), die später zur Teltowkanal-Aktiengesellschaft wurde, und ein Lokschuppen (Nummer 78) für die Zugmaschinen der Treidelbahn hinzu.
Von Haus Nummer 1 bis einschließlich 27 standen Wohngebäude, die gegenüberliegende Straßenseite zwischen Nummer 91 und 129 wies ebenfalls fast ausschließlich Wohnbauten auf. Auf dem Grundstück Cöpenicker Straße 112/113 (später Regattastraße 82/84) befand sich die Gemeindeschule Grünau (Eigentümer Stadt Berlin).
Die Wassernähe und die günstigen Transportmöglichkeiten auf dem Kanal führten dazu, dass sich vom Kanal bis zu den Nummern 28 (Westseite der Straße) beziehungsweise bis 90 (Ostseite der Straße) in den 1920er Jahren Unternehmen und Fabriken ansiedelten, darunter die Deutsche Reichsbahn (Parzelle 28–32) mit ihrem Sportverein und Dienstgebäuden (Betriebsamt 4), die AG für Bergwerks- und Chemische Betriebe (Nummer 33), die Chemische Fabrik Landshoff & Meyer AG (Nummer 37–44; Nummer 36 Betriebswohnungen), die Zweigstelle einer Bleichanstalt (Nummer 45–48). Auf der Ostseite nutzte die Schering-Kahlbaum AG ab 1928 einen ausgedehnten Lagerplatz (Nummer 51–56) für ihre Chemikalien. Im Weiteren kamen Spediteure, eine Buchdruckgesellschaft, neue Lagerplätze und andere Firmen hinzu. Der industrielle Ausbau ging in den Folgejahren stetig voran.
Ab 1931 schrieb man die Straße mit „K“ entsprechend der Neuschreibung des Berliner Bezirks Köpenick. Am 8. März 1935 ging die Köpenicker Straße in der Regattastraße auf. Der gesamte Straßenzug musste nun neu nummeriert werden.
Aus den Adressbüchern geht nicht hervor, wann die Kasernenbauten (aktuelle Nummer 12) errichtet worden sind. Wahrscheinlich stammen die ersten acht Flachbauten mit Satteldach aus den späten 1930er Jahren, die Grundstücke 12–16 werden in den Büchern ab 1937 bis 1943 als „existiert nicht“ geführt. Bei der späteren militärischen Nutzung in der DDR-Zeit sind sie um mehrere weitere Flachbauten und ein größeres mehrgeschossiges Gebäude an der Ecke Friedrich-Wolf-Straße ergänzt worden. Ab der gleichen Zeit wird auch die Chemische Fabrik Schering nicht genannt, sondern „existiert“ unter den (neuen) Nummern 1–9 ebenfalls nicht.
Nur wenige der Industriebauten aus den 1920ern und 1930ern sind nach dem Zweiten Weltkrieg erhalten geblieben. Die Reste wurden und werden seit 1990 schrittweise endgültig beseitigt. Übrig blieb zwischen der nördlichen Regattastraße und dem Dahmeufer eine große Brachfläche, auf dem sich zeitweilig ein Ballonfahrer niedergelassen hatte. Gegenüber der Friedrich-Wolf-Straße an einer jahrelang als projektierte Straße ausgewiesenen Trasse steht noch im 21. Jahrhundert ein früheres Pförtnerhaus, das wegen seiner historischen Bausubstanz wahrscheinlich erhalten bleiben und in die weitere Umgestaltung der Flächen mit einbezogen werden wird.

## Mittlerer und südlicher Bereich der Straße
Der heutige mittlere Straßenabschnitt war die Friedrichstraße, die gegen Ende des 19. Jahrhunderts angelegt worden war und ihren Namen zu Ehren von Friedrich II. erhalten hatte. Sie war dem Ortsausbau vorbehalten, hier errichteten die Einwohner vor allem größere Wohnhäuser. In Vorbereitung der Ruder- und Kanuwettbewerbe der Olympischen Spiele 1936 in Berlin gliederte man die Friedrichstraße am 8. März 1935 in die Regattastraße ein (der neue Hausnummernbereich 125–223). Die gesamte Regattastraße einschließlich der namensgebenden Regattastrecke wurde ausgebaut.
Als Fortsetzung der Friedrichstraße nach Süden Richtung Karolinenhof verlief die Straße Am Langen See, deren Nordbereich als erste am 23. März 1925 in Regattastraße umbenannt wurde (der neue Hausnummernbereich 224 bis 260). Zeitgleich erhielt der südliche wesentlich längere Bereich den Namen Sportspromenade (bis 1931 noch mit Fugen-s geschrieben).
Insgesamt dominierten in diesem Straßenabschnitt auf der Seite zur Dahme hin Bootswerften, Klubhäuser von Wassersportvereinen wie die Berliner Rudergesellschaft ‚Nibelungen‘ e. V., der ‚Altherren-Verband des ATB zu Berlin‘, der ‚Berliner Regattaverein‘, die Rudergesellschaft ‚Viktoria‘ und Gaststätten das Aussehen der Straße. Zu letzteren zählten das Gesellschaftshaus Grünau (Nummer 167) und die Ausflugsgaststätte Riviera (Nummer 161) (siehe auch ausgewählte Bauwerke).

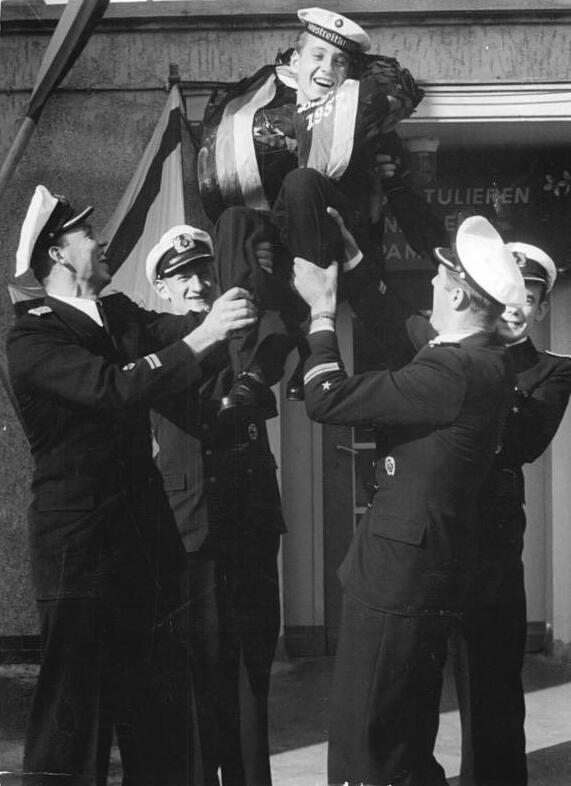
Der Ruder-Vierer des Armeesportklubs Vorwärts (ASK) feiert vor seinem Bootshaus in Berlin-Grünau den Gewinn des Europameistertitels 1957

Nach dem Ende des Zweiten Weltkriegs wurde das Eigentum sämtlicher Vereine (somit auch der Wassersportvereine) laut Befehl 124 der SMAD in treuhänderische Verwaltung der Bezirksämter überführt. In Grünau fanden deshalb vorerst keine Sportveranstaltungen statt. Die Vereinshäuser verfielen und erholten sich auch in späterer Zeit nicht mehr vollständig. Einige gelangten an größere Volkseigene Betriebe und dienten den dortigen Betriebssportgemeinschaften mit den Sektionen Rudern, Segeln oder Kanufahren. Nach der Wende fanden sich von den vorherigen Besitzern Erben und übernahmen das noch Vorhandene, eine sportliche Wiederbelebung konnte bisher nicht erreicht werden.
Das Fabrikgelände der oben genannten Firma Schering wurde ab den 1950er Jahren vom VEB Chemische Fabrik weiter genutzt und 1966 durch den VEB Berlin-Chemie übernommen. Erst nach dem Mauerfall und der Marktöffnung wurde es aufgegeben, dekontaminiert und anschließend als Baugelände vermarktet.

## Ausgewählte Bauwerke und Sonstiges

### Baudenkmale in der Regattastraße
(geordnet nach den Hausnummern)
- 82–86: Gemeindeschule Grünau[6]

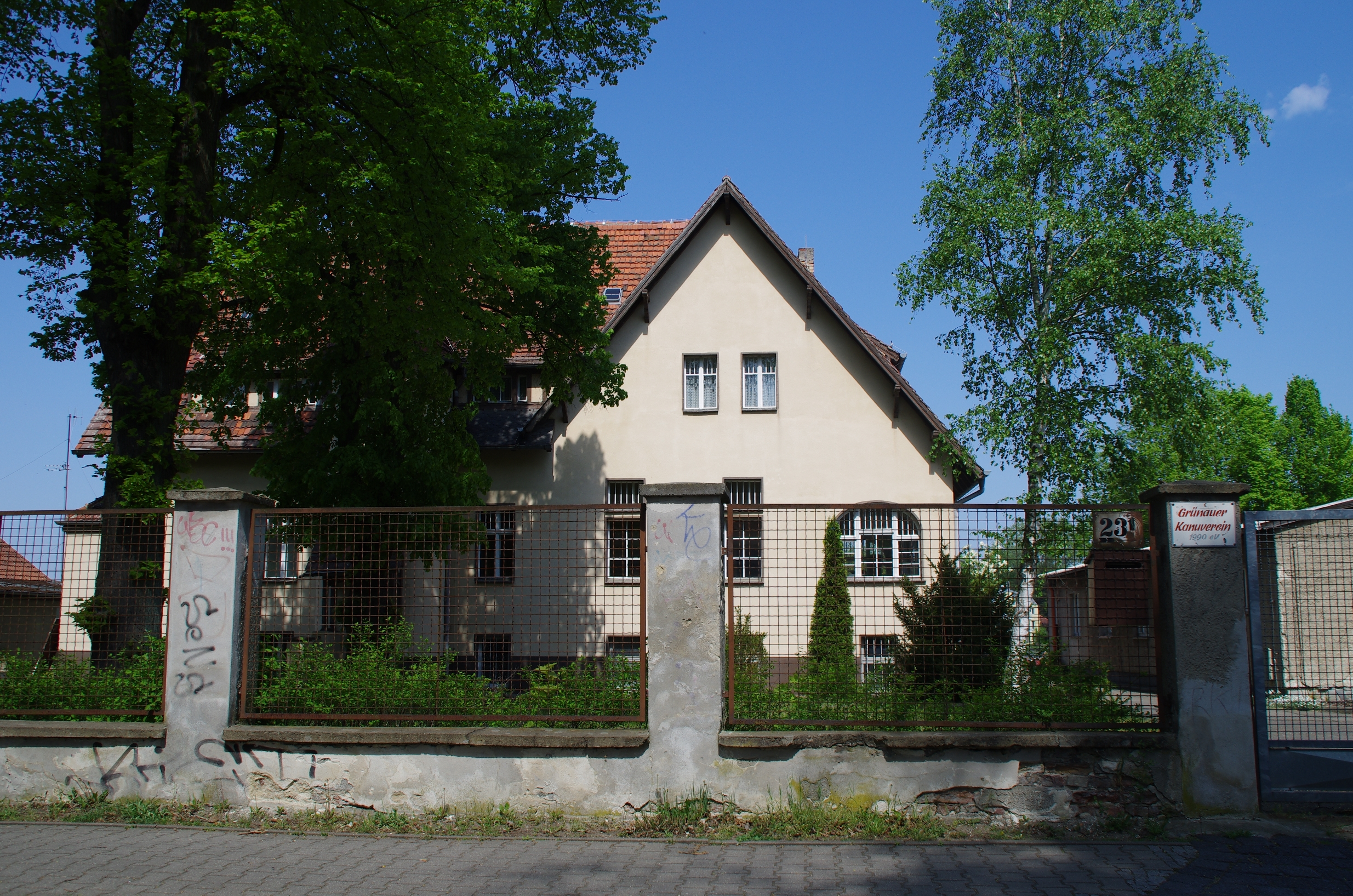
Klubhaus des Grünauer Kanu-Vereins, Regattastraße 231

- 94, 152, 158 (einschließlich ,Kaffee Liebig’ siehe Infobox), 170: Wohnhäuser[7]
- 161: Hotel-Restaurant Riviera[8]
- 167: Gesellschaftshaus Grünau[9]
- 191, 197: Regattatribüne[10]
- 231, 237, 239, 245: Klub- und Bootshäuser[11][12]
- 277: Funkhaus Grünau[13]; in den 1930er Jahren Sporterholungsheim der Dresdner Bank; nach 1946 später Funkhaus und Eigentum des DFF; erbaut 1929/1930 nach Plänen von Otto Zbrzezny.

### Weiteres in der Regattastraße
Das freigeräumte rund 100.000 Quadratmeter große Grundstück Regattastraße 1–9 sollte laut einer Planung des Jahres 2008 zu einer anspruchsvollen Wohnanlage mit 400 Wohneinheiten und innen liegendem grünen Hafen („Puerto verde“) entwickelt werden. Der Investor, die deutsch-spanische Projektentwicklungsgruppe Meermann-Chamartin ist seit der Baugenehmigung nicht sehr aktiv geworden, als ein Grund wird der massive Ausbau der Müllanlagen auf der Nordseite des nahe gelegenen Teltowkanals angesehen. 2012 musste die Chamartin Immobilien AG (CMI AG) Insolvenz anmelden. Danach wurde von der Wiener BUWOg  übernommen, die das Projekt Regattastraße weiter verfolgt. Im Jahr 2013 war von den Investoren zu erfahren, dass nach einigen Umplanungen jetzt doch gebaut werden solle. Doch auch 2015 war noch keine Bautätigkeit zu erkennen.
Das Grundstück Nummer 12 gehört zur Dahme-Spree-Kaserne, die seit 1990 von der Bundeswehr genutzt wird. Nach der Umstellung der Armee auf Freiwillige befindet sich hier das Karrierecenter der Bundeswehr Berlin sowie eine Außenstelle des Bildungszentrums der Bundeswehr.

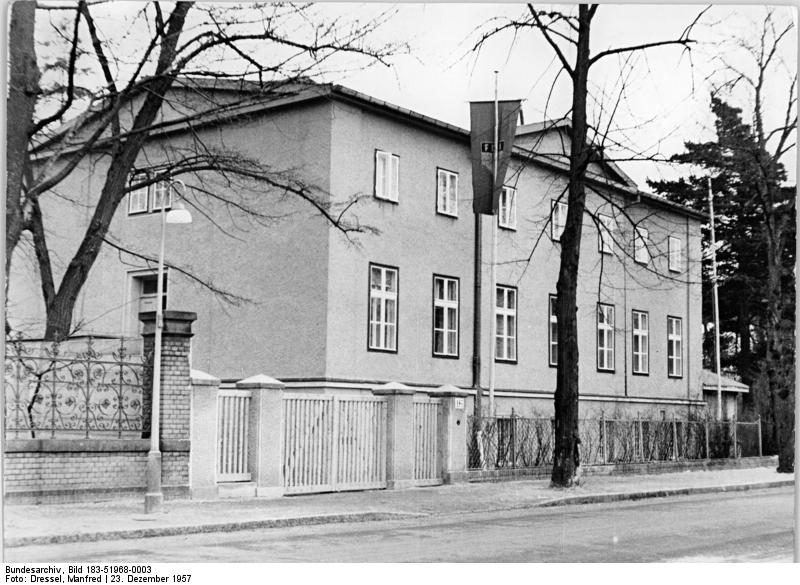
Im Jahr 1957 wurde in der Regattastraße die erste Jugendherberge in Ost-Berlin ihrer Bestimmung übergeben.

Gegenüber dem Cafe Liebig, Regattastraße 155 befand sich das Grundstück des  Berliner Oberbaurates Georg Königsberger (1873–1932). Die Familie wurde von den Nationalsozialisten enteignet und die Villa wurde während des Krieges zerstört.  Käthe Königsberger und die vier Kinder mussten aufgrund der nationalsozialistischen Verfolgungen emigrieren.
Zwischen den Grundstücken 174 und 182 befindet sich ein bereits zu Anfang des 20. Jahrhunderts angelegter Park, der erhalten ist und zur Umgebung der Revierförsterei Grünau gehört. Er trägt aber keinen Namen.
Auf dem Gelände Regattastraße 191–223 kann das Grünauer Wassersportmuseum besichtigt werden, das seit dem Jahr 2000 in Nähe der Regattatribüne eingerichtet ist.
An der Adresse Regattastraße 260 wurde in den 1940er Jahren eine Trinkhalle angegeben, wobei unklar bleibt, ob das eine zur Kur dienende Trinkhalle oder eine Verkaufseinrichtung war. Wegen der Nähe zum früheren Sportdenkmal Berlin-Grünau kommt wohl eher die Verkaufsstelle infrage.
Ganz am Ende der Straße, dort wo sie als Sportpromenade weiterführt, stand bis zum Jahr 1973 das deutschlandweit bekannte Sportdenkmal aus dem Jahr 1898. Nur ein verlassener Platz mit einigen Findlingen ist bis heute dort zu sehen.

## Verkehr
Die Straße wird von der Ortsteilgrenze zu Köpenick bis zur Wassersportallee von der Straßenbahnlinie 68 verkehrsmäßig erschlossen. An der Einmündung des Steinbindeweges in Höhe des Grünauer Wassersportmuseums mündet die Trasse der Linie 68 wieder auf die Regattastraße (von hier an als Teilstrecke der Schmöckwitz–Grünauer Uferbahn) und führt über die Sportpromenade hinaus bis nach Berlin-Schmöckwitz.
Von der Wassersportallee, etwa 150 Meter nordöstlich der Kreuzung mit der Regattastraße, verbindet die Fährlinie F12 Grünau mit der Köpenicker Ortslage Wendenschloß.